# Departamentul Abalak
Departamentul Abalak este un departament din  regiunea Tahoua, Niger, cu o populație de 80.955 locuitori (2001).